# أنطونيو موريسون
أنطونيو موريسون (بالإنجليزية: Antonio Morrison)‏ هو لاعب كرة قدم أمريكية أمريكي، ولد في 6 ديسمبر 1994 في بلوود في الولايات المتحدة.

## وصلات خارجية
- أنطونيو موريسون على موقع مرجع كرة القدم المحترفة.كوم (الإنجليزية)